# 上野励
上野 励（うえの れい、1982年 - ）はフリーの音響効果技師。2017年4月にSOUND COMPASSを設立し、現在も所属。過去にスワラ・プロに所属していた。

## 履歴・人物
2017年4月にSOUND COMPASSを設立し、所属中。

## 担当作品

### 2000年代
- ゼロの使い魔F (UHF) ※今野康之と共同担当
- そらのおとしものシリーズ (UHF) ※今野康之と共同担当
- 劇場版MAJOR メジャー 友情の一球（効果助手）
- 爆丸 バトルブローラーズ ガンダリアンインベーダーズ (TX) ※今野康之と共同担当
- 爆丸 バトルブローラーズ メクタニウムサージ（日本未放映）※今野康之と共同担当

### 2010年代
- さんかれあ (TBS)
- 恋と選挙とチョコレート (TBS)
- おおかみこどもの雨と雪（映画、フォーリー）
- 蒼い世界の中心で (UHF)
- リトルバスターズ!シリーズ (UHF)
- D.C.III 〜ダ・カーポIII〜 (UHF)
- 私がモテないのはどう考えてもお前らが悪い! (TX)
- 戦姫絶唱シンフォギアG (UHF)
- ガイストクラッシャー (TX) ※今野康之と共同担当
- フリージング ヴァイブレーション (UHF) ※今野康之と共同担当
- エスカ&ロジーのアトリエ 〜黄昏の空の錬金術士〜 (UHF)
- 僕らはみんな河合荘 (TBS)
- 人生相談テレビアニメーション「人生」 (ytv-UHF)
- 六畳間の侵略者!? (UHF)
- 普通の女子校生が【ろこどる】やってみた。 (OVA)
- 毎度！浦安鉄筋家族 (UHF)
- グリザイアの果実シリーズ (UHF)
- 新妹魔王の契約者シリーズ (UHF) ※今野康之と共同担当
- 浦和の調ちゃん (UHF)
- わかば*ガール (UHF)
- 戦姫絶唱シンフォギアGX (UHF)
- 落第騎士の英雄譚 (UHF)
- 小森さんは断れない! (UHF)
- DD北斗の拳2 (TX)
- 櫻子さんの足下には死体が埋まっている (UHF)
- ジュエルペット マジカルチェンジ (TX) ※第13話まで担当
- アクティヴレイド -機動強襲室第八係-シリーズ (UHF)
- 大家さんは思春期! (UHF)
- おしえて! ギャル子ちゃん (UHF)
- ナースウィッチ小麦ちゃんR (NTV)
- カミワザ・ワンダ (TBS)
- 魔装学園H×H (UHF)
- リルリルフェアリル〜妖精のドア〜 (TX)
- WWW.WORKING!! (ytv-UHF)
- セイレン (TBS)
- ID-0 (UHF)
- 終末なにしてますか? 忙しいですか? 救ってもらっていいですか? (UHF)
- 喧嘩番長 乙女 -Girl Beats Boys- (UHF)
- 宇宙よりも遠い場所 (UHF)
- マルイノアニメ 猫がくれたまぁるいしあわせ (テレビCM)[1]
- Fairy gone フェアリーゴーン (UHF)

### 2020年代
- 推しが武道館いってくれたら死ぬ (TBS)
- Vivy -Fluorite Eye's Song- (UHF)[2]
- 境界戦機 (TX)
- 無職転生 〜異世界行ったら本気だす〜 (UHF)
- グッバイ、ドン・グリーズ!（映画）[3][4]
- 群青のファンファーレ (UHF)[5]
- リコリス・リコイル (UHF)[6]
- 機動戦士ガンダム 水星の魔女 (TBS)
- ホリミヤ -piece- (MX)
- 境界戦機 極鋼ノ装鬼
- オーバーテイク! (АТ-Х)
- 陰の実力者になりたくて！ 2nd season (АТ-Х)
- ガンダムビルドメタバース
- 弱キャラ友崎くん 2nd STAGE (АТ-Х) ※小澤奈津江と共同担当
- メイクアガール[7]
- WIND BREAKER (MBS-JNN)
- コードギアス 奪還のロゼ
- 天穂のサクナヒメ (TX)
- 異世界失格 (АТ-Х)
- きのこいぬ (АТ-Х)
- ソードアート・オンライン オルタナティブ ガンゲイル・オンラインⅡ (MX)
- SAKAMOTO DAYS (TX)
- WIND BREAKER Season 2 (MBS-JNN)
- GUILTY GEAR STRIVE: DUAL RULERS (MX)
- リコリス・リコイル Friends are thieves of time.（Web）
- ガチアクタ (CBC-JNN)
- 公女殿下の家庭教師 (MX)
- 帝乃三姉妹は案外、チョロい。 (MX)
- 新機動戦記ガンダムW-operation30th-（Web）※松田昭彦と共同担当